# Serafim Gomes Jardim da Silva
Serafim Gomes Jardim da Silva (* 7. September 1875 in Pimenta, Minas Gerais, Brasilien; † 2. November 1969) war Erzbischof von Diamantina.

## Leben
Serafim Gomes Jardim da Silva empfing am 1. Juni 1901 das Sakrament der Priesterweihe.
Am 12. März 1914 ernannte ihn Papst Pius X. zum ersten Bischof von Araçuaí. Der Bischof von Diamantina, Joaquim Silvério de Souza, spendete ihm am 20. September desselben Jahres die Bischofsweihe; Mitkonsekratoren waren der Bischof von Botucatu, Lúcio Antunes de Souza, und der Bischof von Campanha, João de Almeida Ferrão.
Papst Pius XI. ernannte ihn am 26. Mai 1934 zum Erzbischof von Diamantina. Am 28. Oktober 1953 nahm Papst Pius XII. das von Serafim Gomes Jardim vorgebrachte Rücktrittsgesuch an und ernannte ihn zum Titularerzbischof von Anasartha.